# Niptus rugosopunctatus
Niptus rugosopunctatus là một loài bọ cánh cứng trong họ Ptinidae. Loài này được Haupt miêu tả khoa học năm 1956.